# Loipe

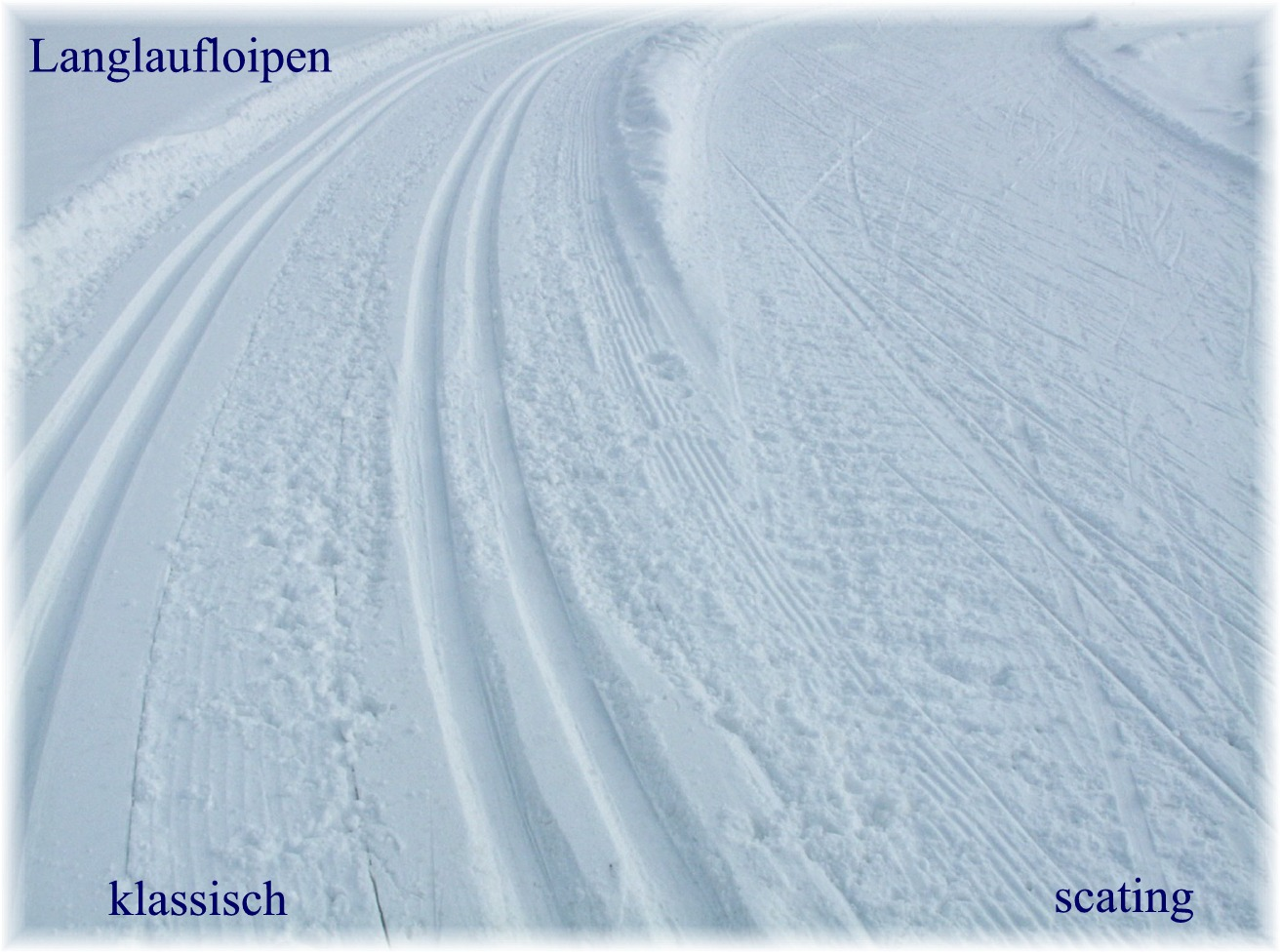
Loipe

Een loipe is een spoor in de sneeuw, dat gebruikt wordt bij het langlaufen. Voor langlaufen in de klassieke stijl bestaat een loipe uit twee gleuven van ongeveer 5 cm diep, ongeveer 5 cm breed onderaan en deze gleuven zijn aan de bovenkant breder. Door deze sporen kan de langlaufer zijn ski's voortbewegen waarbij hij de route blijft volgen en zijn ski's recht houdt. Voor de skatingstijl is de loipe een ongeveer 4 meter brede, platgedrukte en geëffende strook.

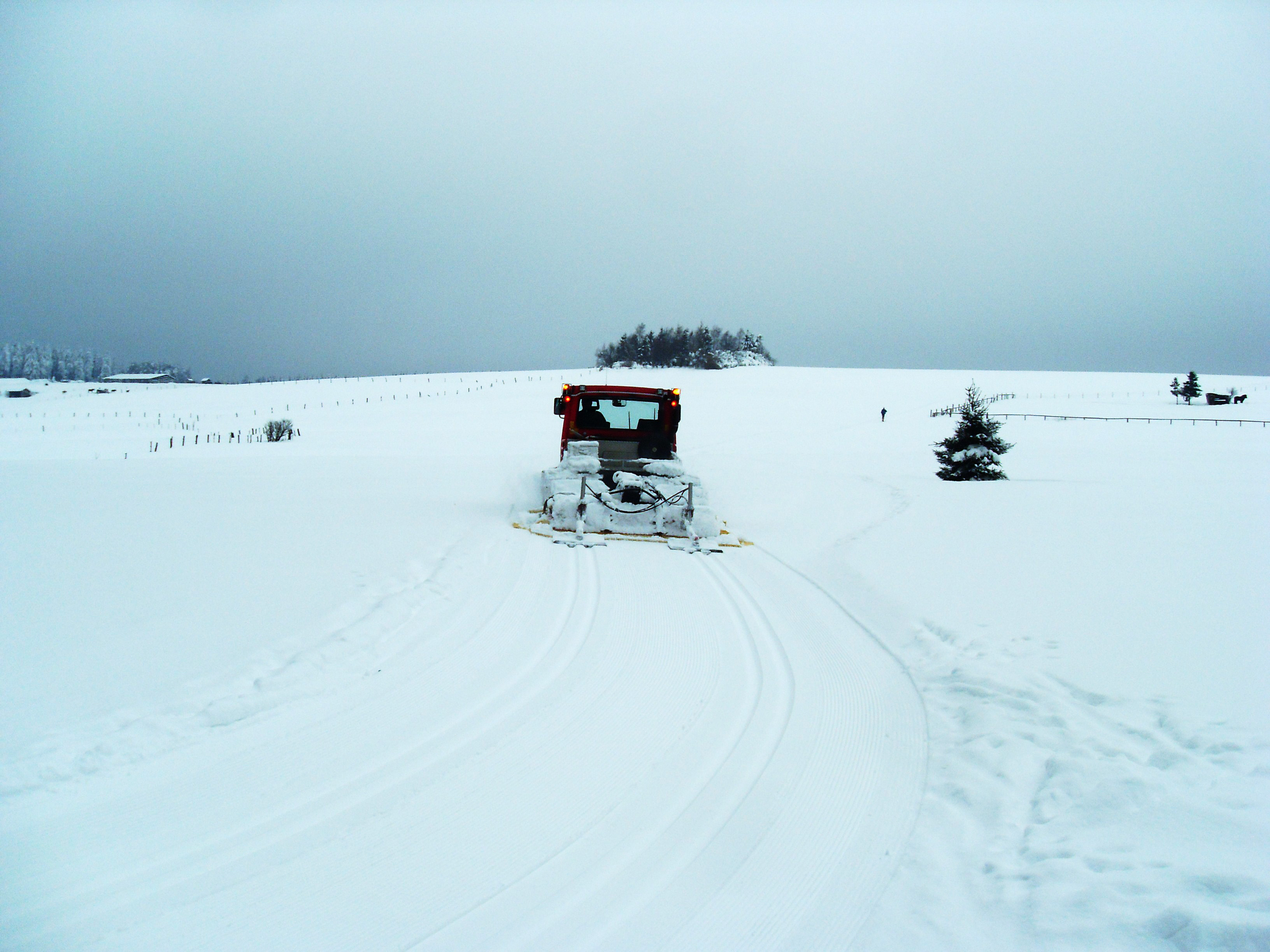
Sneeuwkat brengt een loipe aan

In langlaufgebieden zijn kilometers loipen aangebracht. Deze worden elke dag hertrokken met hetzelfde apparaat als op een skipiste.
Vroeger werden er geen loipes gebruikt en gingen de skiërs door de hoge sneeuw.